# Schwarze Garde (Marokko)

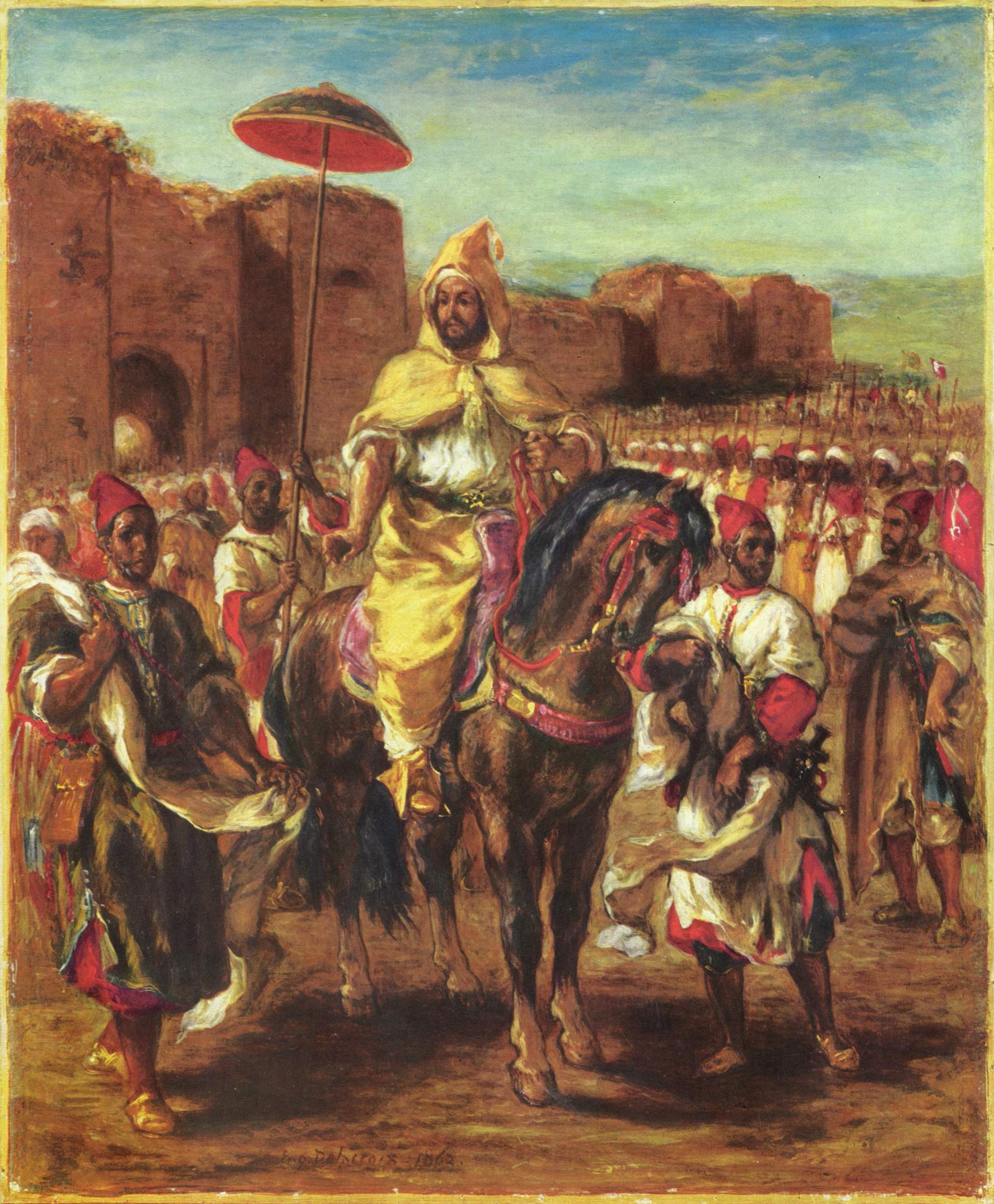
Der Sultan von Marokko mit der Schwarzen Garde, Gemälde von Eugène Delacroix, 1862.

Die Schwarze Garde oder Abid al-Bukhari (arabisch عبيد البوخاري, DMG ʿAbīd al-Bukhārī ‚Sklaven von al-Bukhari‘), auch Buakhar genannt, war eine aus Schwarzafrikanern gebildete Armee, die in Marokko vom Alawiden-Herrscher Mulai Ismail (reg. 1672–1727) aufgestellt wurde. Bereits seine Vorgänger hatten schwarze Sklaven (arabisch: ʿabīd) rekrutiert, welche zusammen mit ihren Nachkommen möglicherweise den Kern von Ismails Garde bildeten.

## Ausbildung
Die ʿabīd wurden in ein spezielles Lager nach Mechra er-Remel – unweit des Sebou, zwischen Meknès und Salé – geschickt und lebten dort mit ihren Familien. Ihre Kinder, sowohl männlich als auch weiblich, wurden im Alter von 10 Jahren dem Sultan präsentiert und absolvierten daraufhin ein vorgeschriebenes Trainingsprogramm. Die Jungen erwarben Fähigkeiten als Steinmetze, Reiter, Bogenschützen und Musketiere, während die Mädchen auf ein häusliches Leben oder für Unterhaltungszwecke vorbereitet wurden. Im Alter von 15 Jahren wurden sie auf die verschiedenen Armeeeinheiten aufgeteilt und verheiratet und der Kreislauf mit ihren Kindern fortgesetzt.

## Ismails Armee
Ismails Armee, die auf ihrem Höhepunkt 150.000 Mann umfasste, bestand hauptsächlich aus „Absolventen“ des Mechra-er-Remel-Lagers und weiteren von schwarzafrikanischen Stämmen erbeuteten Sklaven, deren einzige Gefolgschaftstreue dem Sultan galt. Die ʿabīd standen bei Ismail in hoher Gunst, sie wurden gut bezahlt und waren politisch sehr einflussreich; 1697–98 wurde ihnen das Recht auf Eigentum gewährt.

## Auflösung
Nach Ismails Tod konnte die Qualität der Einheiten nicht mehr aufrechterhalten werden. Es kam zu Disziplinverfall und als die Lohnzahlungen ausblieben, gingen einige ʿabīd zur Räuberei über. Viele verließen ihre Außenposten und zogen in die Städte, andere versuchten ihr Glück als Bauern. Diejenigen, die in der Armee zurückblieben, waren unberechenbar und stets für Intrigen bereit. Unter starken Herrschern wurde die Schwarze Garde immer wieder neu organisiert, obgleich sie nie ihre alte militärische und zahlenmäßige Stärke zurückerhielt. Ende des 19. Jahrhunderts wurde die ʿabīd schließlich aufgelöst, nur wenige Mitglieder verblieben in der persönlichen Leibgarde des Königs.